# Paso Browning
El paso Browning es un paso de montaña cubierto de hielo, de 19 km de longitud, que se encuentra entre la masa principal de la cordillera Deep Freeze y la línea de colinas costeras conocida como estribaciones del Norte de la costa Scott en la Tierra de Victoria en la Antártida. El paso facilita el movimiento entre los extremos inferiores del glaciar Priestley y el glaciar Campbell. El área es reclamada por Nueva Zelanda como parte de la Dependencia Ross.
Sus características fueron cartografiadas por primera vez como parte del glaciar Campbell por el capitán Scott del equipo Norte de la expedición Terra Nova (1910–1913) del Reino Unido. Sin embargo, como existe una división al este de la boca del glaciar Boomerang, en donde el flujo hacia el este de la división ingresa al glaciar Campbell, fue nombrado como paso Browning por el equipo Sur de la New Zealand Geological Survey Antarctic Expedition (1963-1964) en homenaje al suboficial Frank V. Browning, un miembro del equipo Norte de la expedición Terra Nova.
Italia utiliza en verano el aeródromo Paso Browning para aviones con esquíes, para servir a la cercana base Mario Zucchelli desde 1997. Tiene también una estación meteorológica automática denominada Maria a 355 m s. n. m.